# مستشفى القديس منصور دي بول
تأسس مستشفى القديس منصور دي بول أو المستشفى الفرنسي في مدينة الناصرة شمالي إسرائيل، سنة 1898 على يد الراهبه «ليوني سيون» المسؤوله عن مؤسسات «راهبات المحبة» في الأرض المقدسة.
بدأ المستشفى متواضعًا بأربع راهبات في بيت مستأجر زُوّد بسبعة عشر سريرًا ومستوصف صغير. وكانت الراهبات يقمن بزيارة البيوت في الناصره والقرى المجاورة. وأمام ازدياد المرضى، قامت الراهبة «فوران»، خليفة الراهبة «سيون» بشراء أرض فسيحة لبناء مستشفى عليها.كان عدد سكان الناصره آنذاك نحو 6,000 نسمه. شهد المستفى آخر سنوات الحكم العثماني (1898-1918) وعايش الانتداب البريطاني (1918-1948) وعايش قيام دولة إسرائيل منذ سنة 1948. في أيام الحكم العثماني، كان لا بد من حماية سيسايه اجنبيه حيال اطماع الموظفين الاتراك. لذلك طلبت المؤسسات الكاثوليكية الفرنسية حماية قنصل فرنسا، ولذا دعي مستشفى الناصره الجديد «المستشفى الفرنسي» أو «مستشفى القديس منصور دس بول».

## مواقع خارجية
- مستشفى القديس منصور دي بول